# (65489) Ceto
(65489) Ceto (2003 FX128) – planetoida z grupy centaurów.

## Odkrycie
Planetoida została odkryta w programie NEAT 22 marca 2003 roku.

## Orbita
Orbita (65489) Ceto nachylona jest do płaszczyzny ekliptyki pod kątem 22,27°. Na jeden obieg wokół Słońca ciało to potrzebuje aż 1042 lata, krążąc w średniej odległości 102,8 j.a. od Słońca.
Obiekt ten należy do planetoid z grupy centaurów.

## Właściwości fizyczne
Ceto ma średnicę ok. 223 km. Jego albedo wynosi ok. 0,056, a jasność absolutna to 6,4m. 

## Księżyc asteroidy
11 kwietnia 2006 roku Keith S. Noll, Harold F. Levison, W. M. Grundy oraz Denise C. Stephens odkryli w towarzystwie Ceto obecność księżyca o średnicy szacowanej na 171 ±10 km, orbitującego w odległości ok. 1840 km od tej planetoidy. Okres obiegu tego satelity to 9,554 dnia. Odkrycia dokonano za pomocą teleskopu Hubble’a.
Tego naturalnego satelitę Ceto nazwano Phorcys.